# Гантлі (Іллінойс)
Гантлі (англ. Huntley) — селище (англ. village) в США, в округах Кейн і Макгенрі штату Іллінойс. Населення — 27 740 осіб (2020).

## Географія
Гантлі розташоване за координатами 42°9′37″ пн. ш. 88°26′11″ зх. д. / 42.16028° пн. ш. 88.43639° зх. д. (42.160179, -88.436451).  За даними Бюро перепису населення США в 2010 році селище мало площу 36,52 км², з яких 36,44 км² — суходіл та 0,08 км² — водойми.

## Демографія
Згідно з переписом 2010 року, у селищі мешкала 24 291 особа в 9893 домогосподарствах у складі 7108 родин. Густота населення становила 665 осіб/км².  Було 10499 помешкань (287/км²).
Расовий склад населення:
| - 89,5 % — білих - 5,2 % — азіатів - 1,2 % — чорних або афроамериканців - 0,3 % — корінних американців - 2,1 % — осіб інших рас |

До двох чи більше рас належало 1,7 %. Частка іспаномовних становила 7,7 % від усіх жителів.
За віковим діапазоном населення розподілялося таким чином: 23,4 % — особи молодші 18 років, 47,4 % — особи у віці 18—64 років, 29,2 % — особи у віці 65 років та старші. Медіана віку мешканця становила 44,7 року. На 100 осіб жіночої статі у селищі припадало 89,8 чоловіків;  на 100 жінок у віці від 18 років та старших — 85,8 чоловіків також старших 18 років.
Середній дохід на одне домашнє господарство  становив 91 064 долари США (медіана — 71 394), а середній дохід на одну сім'ю — 109 134 долари (медіана — 91 468). Медіана доходів становила 76 820 доларів для чоловіків та 51 796 доларів для жінок. За межею бідності перебувало 2,3 % осіб, у тому числі 1,5 % дітей у віці до 18 років та 2,2 % осіб у віці 65 років та старших.
Цивільне працевлаштоване населення становило 10 198 осіб. Основні галузі зайнятості: освіта, охорона здоров'я та соціальна допомога — 20,5 %, роздрібна торгівля — 16,6 %, виробництво — 14,8 %.